# Žernovník (Bezvěrov)
Žernovník je malá vesnice, část obce Bezvěrov v okrese Plzeň-sever v Plzeňském kraji. Nachází se asi 3,5 kilometru jihozápadně od Bezvěrova. Žernovník leží v katastrálním území Žernovník u Dolního Jamného o rozloze 6,21 km². V katastrálním území Žernovník u Dolního Jamného leží i Nová Víska.

## Historie
První písemná zmínka o vesnici pochází z roku 1253.

## Přírodní poměry
Vesnice se nachází uvnitř Manětínské oblasti tmavé oblohy a v dubnu 2009 zde byl zaznamenán absolutní český rekord v tmavosti oblohy (zenitová hodnota). Míra světelného znečištění byla ohodnocena na „lepší 3“ v Bortleově stupnici.

## Obyvatelstvo
Při sčítání lidu v roce 1921 zde žilo 222 obyvatel (z toho 107 mužů) německé národnosti a římskokatolického vyznání. Podle sčítání lidu z roku 1930 měla vesnice 199 obyvatel německé národnosti, z nichž byli dva evangelíci a ostatní se hlásili k římskokatolické církvi.
| Rok            | 1869 | 1880 | 1890 | 1900 | 1910 | 1921 | 1930 | 1950 | 1961 | 1970 | 1980 | 1991 | 2001 | 2011 | 2021 |
| -------------- | ---- | ---- | ---- | ---- | ---- | ---- | ---- | ---- | ---- | ---- | ---- | ---- | ---- | ---- | ---- |
| Počet obyvatel | 253  | 244  | 254  | 251  | 229  | 222  | 199  | 0    | 0    | 3    | 0    | 0    | 0    | 9    | 2    |
| Počet domů     | 42   | 42   | 46   | 46   | 42   | 42   | 42   | 12   | 0    | 1    | 0    | 2    | 4    | 5    | 5    |

## Obecní správa
Při sčítání lidu v letech 1869–1930 Žernovník byl samostatnou obcí, se kterým patřil nejprve do okresu Teplá, ale v letech 1900–1930 v okrese Planá. V letech 1950–1975 byl osadou obce Dolní Jamné, se kterým patřil nejprve do okresu Toužim, ale v letech 1961–1975 v okrese Plzeň-sever. Od 1. ledna 1976 je částí obce Bezvěrov v okrese Plzeň-sever. V letech 1869–1930 k obci patřila Nová Víska.

## Pamětihodnosti
- ohradní sloupky

## Galerie

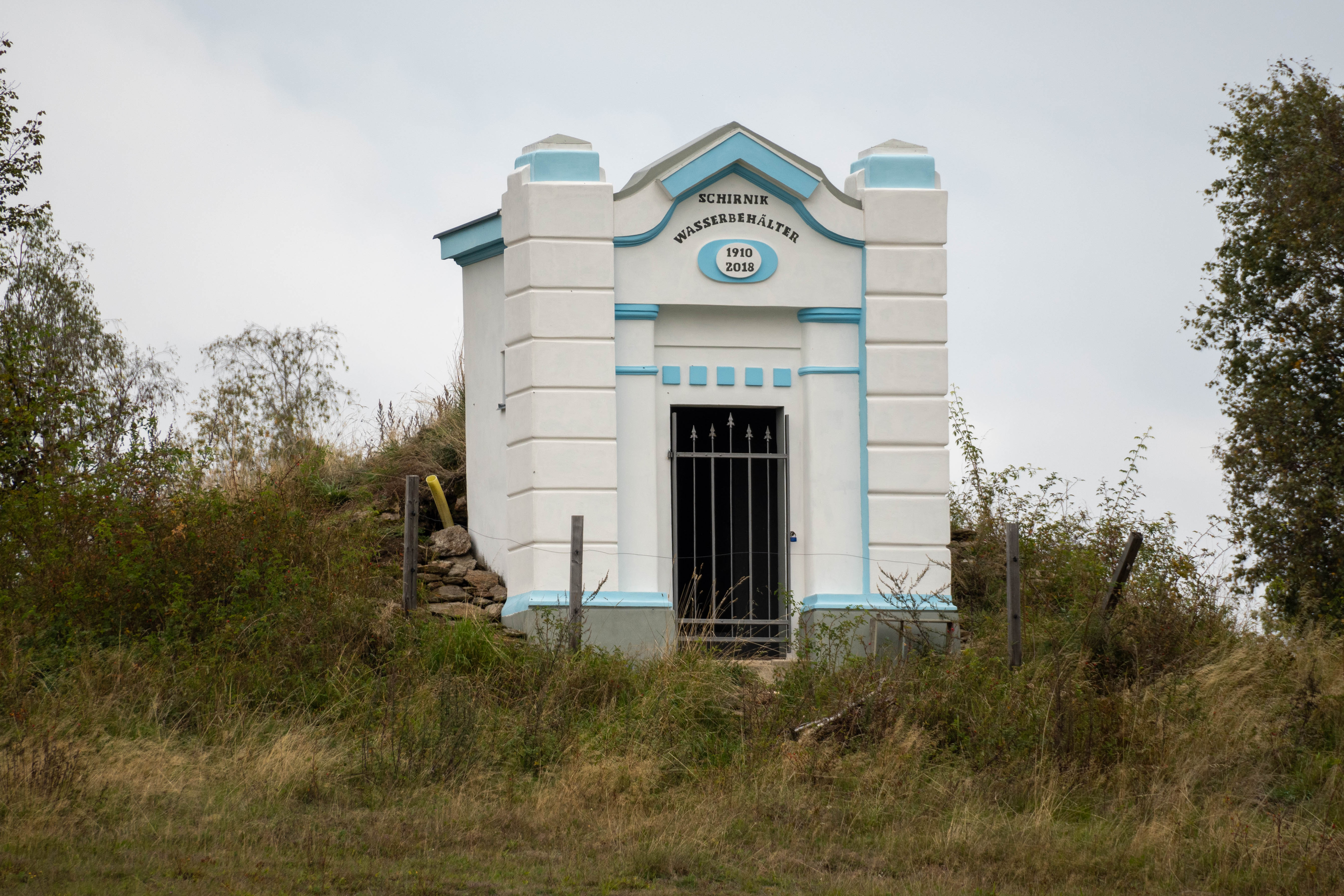
Vodárna na kopci u vesnice